# Michel Fournier
Michel Fournier (9 de mayo de 1944) es un aventurero francés y coronel retirado de la Fuerza Aérea. Ha estado involucrado en los intentos de planificación de romper récords de altura de salto de caída libre, pero todavía tiene que tener éxito en la realización de un intento. Nació en Treban (Allier), en la región de Auvergne de Francia.

## Experiencia en paracaidismo
De acuerdo con la versión francesa de su propia biografía, que él (Michel Fournier) dice tener un total de más de 8.700 saltos en el 2011, incluyendo un récord francés de altura en caída libre a 12.000 m. Sin embargo, su experiencia de paracaidismo se disputó por Patrick de Gayardon y la revista Paramag. Ninguna institución oficial nunca ha confirmado uno de sus títulos.